# جزيرة ماكيان
جزيرة ماكيان هي جزيرة بركانية، وهي إحدى جزر الملوك في إندونيسيا. تقع الجزيرة بالقرب من الطرف الجنوبي لسلسلة جزر بركانية قبالة الساحل الغربي لهالماهيرا، وجنوب جزيرة تيدور وشمال جزيرة باكان.
قطر الجزيرة يبلغ 10 كيلومترات، وأعلى قمة فيها تبلغ 1357 متراً فوق مستوى سطح البحر والجبل فيه فوهة كبيرة واسعة قطرها 1.5 كيلومتر، وبحيرة صغيرة على الجانب الشمالي الشرقي. هناك أربع فوهات مخروطية طفيلية على المنحدرات الغربية لجزيرة ماكيان. ويعرف جبل بركان ماكيان بجبل كيبيسي.

## البراكين
رغم كون ثوران بركان ماكيان نادر الحصول، لكنه عنيف وقد دمّر قرى الجزيرة.
كان أول ثوران مسجل في فترة منتصف القرن السادس عشر (في خمسيناته). ثورانات البركان في 19 يوليو 1646 و22 سبتمبر 1760 و28 ديسمبر 1861 تم تصنيفها من الدرجة الرابعة حسب مؤشر انفجارية البراكين المعد من قبل متحف سميثسونيان الوطني للتاريخ الطبيعي - البرنامج العالمي للبراكين. ومنذ اندلاع أول ثوران معروف في منتصف القرن السادس عشر، فقد ثار البركان سبع مرات، أربع منها تسبب سقوط قتلى.
قتل ثوران البركان في عام 1760 نحو ثلاثة آلاف نسمة. وثار في عام 1890، وظل خامداً حتى تموز 1988، عندها وقعت سلسلة من الانفجارات أدت إلى أجلاء مؤقت لسكان الجزيرة بأكملها، والذين بلغ تعدادهم حينها حوالي 15000 شخص.